# Dan Wheldon
Daniel Clive "Dan" Wheldon, född 22 juni 1978 i Emberton, Buckinghamshire, död 16 oktober 2011 i Las Vegas, Nevada, var en brittisk racerförare.

## Racingkarriär
Wheldon vann Atlantic Championship 2000, och gick sedan vidare till IndyCar Series, där han gjord en start för Panther Racing på Chicagoland Speedway under 2002. När Dario Franchitti skadade sig i en motorcykelolycka 2003 fick Wheldon chansen i Andretti Green Racing, och tog flera bra placeringar, vilket gjorde att han fick köra fulltid 2004. Det året tog Wheldon sin första seger på Twin Ring Motegi, och radade upp pallplatser, vilket gav honom en andraplats i mästerskapet. Han vann titeln samt Indianapolis 500 säsongen 2005. Wheldon hade en jobbig säsong 2007, men blev trots det fyra. Han återupprepade resultatet 2008, men då stallkamraten Scott Dixon vann mästerskapet, så var säsongen en besvikelse för Wheldon, trots ytterligare två segrar. Wheldon tvingades därefter lämna teamet och gick tillbaka till Panther Racing för 2009, och blev då tvåa i Indianapolis 500.
Wheldon omkom 16 oktober 2011 i en omfattande olycka med femton bilar inblandade, under en tävling i Indycar Series på Las Vegas Motor Speedway.

## IndyCar

### Säsonger
| År   | Team    | Plats | 1:a | 2:a | 3:a | Poäng |
| ---- | ------- | ----- | --- | --- | --- | ----- |
| 2002 | Panther | 36    | 0   | 0   | 0   | 35    |
| 2003 | AGR     | 11    | 0   | 0   | 1   | 312   |
| 2004 | AGR     | 2     | 3   | 0   | 8   | 533   |
| 2005 | AGR     | 1     | 6   | 2   | 1   | 618   |
| 2006 | Ganassi | 2     | 2   | 3   | 2   | 475   |
| 2007 | Ganassi | 4     | 2   | 1   | 3   | 466   |
| 2008 | Ganassi | 4     | 2   | 1   | 1   | 492   |
| 2009 | Panther | 10    | 0   | 1   | 0   | 354   |
| 2010 | Panther | 9     | 0   | 2   | 1   | 388   |

| \| 1. Motegi 2004 2. Richmond 2004 3. Nazareth 2004 4. Homestead 2005 5. St Petersburg 2005 6. Motegi 2005 7. Indy 500 2005 8. Pikes Peak 2005 9. Chicagoland 2005 10. Homestead 2006 11. Chicagoland 2006 12. Homestead 2007 13. Kansas 2007 14. Kansas 2008 15. Iowa 2008 16. Indianapolis 2011 \| |
| |
| 1. Motegi 2004 2. Richmond 2004 3. Nazareth 2004 4. Homestead 2005 5. St Petersburg 2005 6. Motegi 2005 7. Indy 500 2005 8. Pikes Peak 2005 9. Chicagoland 2005 10. Homestead 2006 11. Chicagoland 2006 12. Homestead 2007 13. Kansas 2007 14. Kansas 2008 15. Iowa 2008 16. Indianapolis 2011       |

| \| 1. Kansas 2005 2. Michigan 2005 3. Motegi 2006 4. Kansas 2006 5. Nashville 2006 6. Motegi 2007 7. Nashville 2008 8. Indianapolis 2009 \| |
| |
| 1. Kansas 2005 2. Michigan 2005 3. Motegi 2006 4. Kansas 2006 5. Nashville 2006 6. Motegi 2007 7. Nashville 2008 8. Indianapolis 2009       |

| \| 1. Texas 2003 2. Homestead 2004 3. Phoenix 2004 4. Indianapolis 2004 5. Michigan 2004 6. Pikes Peak 2004 7. Fontana 2004 8. Texas 2004 9. Kentucky 2005 10. Texas 2006 11. Michigan 2006 12. Milwaukee 2007 13. Richmond 2007 14. Detroit 2007 15. Homestead 2008 \| |
| |
| 1. Texas 2003 2. Homestead 2004 3. Phoenix 2004 4. Indianapolis 2004 5. Michigan 2004 6. Pikes Peak 2004 7. Fontana 2004 8. Texas 2004 9. Kentucky 2005 10. Texas 2006 11. Michigan 2006 12. Milwaukee 2007 13. Richmond 2007 14. Detroit 2007 15. Homestead 2008       |

| \| 1. Phoenix 2004 2. Motegi 2006 3. Kansas 2006 4. Nashville 2006 5. Homestead 2007 \| |
|                                                                                         |
| 1. Phoenix 2004 2. Motegi 2006 3. Kansas 2006 4. Nashville 2006 5. Homestead 2007       |

| \| 1. Motegi 2004 2. Pikes Peak 2004 3. Motegi 2005 4. Fontana 2005 5. Texas 2006 6. Nashville 2006 7. Homestead 2007 8. Kansas 2007 9. Milwaukee 2007 10. Richmond 2007 11. Nashville 2007 12. Kentucky 2007 13. Texas 2008 \| |
| |
| 1. Motegi 2004 2. Pikes Peak 2004 3. Motegi 2005 4. Fontana 2005 5. Texas 2006 6. Nashville 2006 7. Homestead 2007 8. Kansas 2007 9. Milwaukee 2007 10. Richmond 2007 11. Nashville 2007 12. Kentucky 2007 13. Texas 2008       |